# 三好市立善徳小学校
三好市立善徳小学校（みよししりつ ぜんとくししょうがっこう）は、徳島県三好市西祖谷山村善徳にあった公立小学校。2013年（平成25年）3月31日に廃校となった
。

## 概要
旧・西祖谷山村には他にも三好市立檪生小学校、三好市立西岡小学校、三好市立吾橋小学校がある。卒業後は三好市立西祖谷中学校へ進学する。

## 沿革
- 1874年（明治7年）- 全徳小学校の創立。
- 1886年（明治19年）- 善徳簡易小学校に改称。
- 1893年（明治26年）- 善徳尋常小学校に改称。
- 1929年（昭和4年）- 高等科を併設し、善徳尋常高等小学校に校名改称。
- 1941年（昭和16年）- 善徳国民学校に改称。
- 1947年（昭和22年）- 善徳小学校に改称。
- 1950年（昭和25年）- 徳島県三好郡西祖谷山村善徳小学校に改称。
- 2006年 - 町村合併のため三好市立善徳小学校となる。
- 2010年（平成22年）4月1日 - 休校。
- 2013年（平成25年）3月31日 - 廃校[1]。

## 関連学校
- 三好市立西祖谷中学校